# Ajanabee (película de 1974)
Ajanabee (traducido al inglés como "Stranger") es una película de Bollywood del año 1974 que fue producida por Girija Samanta y dirigida por Shakti Samanta. El elenco principal de la película incluye a Rajesh Khanna y Zeenat Aman, con el apoyo de actores como Prem Chopra, Asrani, Madan Puri, Yogeeta Bali y Asit Sen. La música de la película fue compuesta por RD Burman. Una de las canciones destacadas de la película, "Hum Dono Do Premi", se presenta en una secuencia de tren que dura cuatro minutos y marca la primera vez que se filmó una canción completamente en la parte superior de un tren. A través de esta película, Rajesh Khanna y Zeenat Aman compartieron pantalla por primera vez como pareja protagonista.

## Trama
En una noche lluviosa, una joven asustada llamada Sonia (interpretada por Yogita Bali) sale de un taxi apresuradamente y corre hacia la estación de tren Deena Pur, buscando comprar un billete para Bombay. Sin embargo, debido a la demora del jefe de estación en proporcionarle el boleto, no logra abordar el tren a tiempo. Sin un destino claro, decide esperar en la estación hasta el próximo tren, que saldrá a la mañana siguiente. Sonia lleva consigo un maletín que contiene valiosas joyas por miles de rupias. Ella confía el maletín a Rohit, quien lo guarda en su caja fuerte.
Debido a que Rohit percibe que esperar en la plataforma no es seguro para Sonia, él amablemente le ofrece llevarla a su habitación cercana, a lo cual ella acepta de manera voluntaria y con agrado.
Resulta evidente que Sonia está escapando de alguien y Rohit comienza a sospechar que pudo haber robado las joyas. Sin embargo, ella niega las acusaciones y le explica que las joyas fueron heredadas de su madre, pero que ahora está siendo perseguida por matones debido a ellas. Rohit acepta su historia y se asegura de que se sienta segura y cómoda en su habitación. Después de hacerlo, él regresa a la estación.
Sentado en su silla en la oficina, Rohit retrocede en el tiempo y se sumerge en un flashback, recordando cómo se encontró por primera vez con Rashmi (interpretada por Zeenat Aman).
Conduciendo su motocicleta en dirección a la casa de su tío (interpretado por Asit Sen) para la boda de su prima, Rohit se cruza con un automóvil que va delante de él y decide desafiarlo a una carrera. Después de un rato, el automóvil de Rashmi se queda sin gasolina en el camino. Intentando ayudarla y aprovechando la oportunidad de pasar tiempo con una dama encantadora, Rohit vierte toda la gasolina de su motocicleta en el auto de Rashmi y decide viajar en su coche. Sin embargo, antes de que pueda subirse al auto, ella se marcha. Al quedarse sin gasolina, se encuentra atascado y finalmente logra que lo recojan en un camión. Durante su estadía en ese lugar, se encuentran en varias ocasiones y comienzan a enamorarse.
El padre de Rashmi, Diwan Sardarilal (interpretado por Hari Shivdasani), está buscando un asistente para su cuñado, Moti Babu (interpretado por Prem Chopra), quien ahora se encarga de los negocios. Diwan siente que Moti Babu está abrumado por el trabajo y las responsabilidades. Rashmi presenta a Rohit a su padre y él acepta contratarlo. Rashmi tiene un presentimiento de que Moti Babu no es tan honesto como aparenta y se lo comunica a Rohit. Rohit inmediatamente comienza a revisar los registros y descubre que las entradas no son precisas y que falta una gran cantidad de dinero.
Moti Babu, temeroso de que la verdad sea descubierta, comienza a conspirar contra Rohit. Al darse cuenta de lo profundo que Rashmi siente por él, decide que la mejor manera de apartar a Rohit de su camino es hacer que ella desarrolle una aversión hacia él. Como parte de su plan, organizan una celebración en la que se consume Bhaang (una bebida hecha con cannabis), seguida de un baile llamado "Satra baras ki". Con la colaboración de Bahadur y Bijli, Moti Babu logra tejer una historia falsa en la que acusa a Rohit de intentar agredir sexualmente a Bijli y de engañar a Rashmi.
Esta acusación falsa lleva a que se forme un consejo local llamado Panchayat, que decide castigar a Rohit. Como castigo, es públicamente humillado y golpeado delante de los habitantes del pueblo, y se le ordena que abandone el lugar de inmediato.
A pesar de la celebración de su "victoria" por parte de Moti Babu, Bahadur y Bijli, Rashmi es testigo de esto y se siente disgustada por lo que han hecho. Decidiendo seguir su corazón, desafía los deseos de su padre Diwan y de Moti Babu. Deja la casa y se escapa con Rohit, mientras juntos cantan "Hum dono do premee". Viajan a Bombay y se casan en un templo en una emotiva muestra de su amor y determinación.
Dos hombres llegan a la oficina de Rohit y lo sacan de sus pensamientos. Se identifican como el inspector Tiwari y el inspector Sinha, y le preguntan por una chica con un nombre adicional: Sonia. Le informan que Sonia ha sido acusada de robar objetos de valor y ha escapado, y están llevando a cabo una investigación sobre el caso. Aunque Rohit tiene sus sospechas, decide no revelar el paradero de Sonia. Posteriormente, va a donde ella se encuentra alojada y confronta la situación. Sin embargo, Sonia le asegura que es inocente y le entrega una carta escrita por su madre. Después de leerla, Rohit queda convencido de que ella no ha robado nada y que es inocente.
Regresa a su oficina, mientras afuera llueve intensamente. Parado junto a la ventana, observa el exterior y vuelve a sumirse en un recuerdo del pasado. Esta vez, recuerda a los recién casados Rashmi y Rohit cantando "Bheegi bheegi raaton mein" bajo la lluvia.
Rashmi, criada en un entorno diferente, enfrenta dificultades al tratar de realizar las tareas domésticas. En especial, lucha por aprender a cocinar. Durante este tiempo, hacen amistad con su vecino de abajo, Chetan Kumar (Asrani), quien se convierte en un amigo cercano y también la ayuda a mejorar sus habilidades culinarias.
Rohit trabaja en Bombay Publicity, una agencia de publicidad, mientras que Rashmi, por su parte, se siente aburrida al estar en casa todo el día sin nada que hacer. Debido a su buen conocimiento de los colores, Rashmi comienza a pintar (inspirada por Chetan) y decide regalarle una de sus pinturas a Rohit en su cumpleaños. En un momento, Chetan sugiere que Rashmi podría probar el modelaje. Sin embargo, debido a la experiencia de Rohit con su jefe MM Puri (Madan Puri) y su trato con modelos, él no está contento con la industria del modelaje.
Sin embargo, Rashmi, proveniente de una familia adinerada, no está acostumbrada a vivir de la manera en que lo hace y no está dispuesta a comprometerse en cada pequeña cosa. Mantiene su posición firme en esta decisión hasta que Rohit finalmente cede. A medida que esta diferencia de opinión persiste, se introduce cierta indiferencia en su relación. A pesar de esto, Rohit demuestra comprensión y hace todo lo posible por mantener a Rashmi feliz, aunque su orgullo sigue siendo un obstáculo (¿puede sonar contradictorio?). En poco tiempo, Rashmi se convierte en una exitosa modelo y gana incluso un concurso de belleza. Su emoción se dispara al pensar en la posibilidad de que, en un corto período, la fama y el reconocimiento lleguen a su puerta.
Poco después de esto, Rashmi se da cuenta de que está embarazada. Aunque está inmersa en su carrera como modelo y piensa que este no es el momento adecuado para formar una familia, incluso considerando la posibilidad de un aborto, Rohit desea tener al bebé. Finalmente, Rashmi decide quedarse con el embarazo y dar a luz al niño. Un día, mientras habla por teléfono con Rohit, baja las escaleras para atender la llamada y termina resbalando y cayendo. Este incidente resulta en un aborto espontáneo. Sin embargo, Rohit malinterpreta la situación y cree que Rashmi se sometió a un aborto intencionalmente. Esto se debe a otro incidente en su oficina que lo afecta emocionalmente. Como resultado, tienen una discusión intensa y él se va de la casa. Al darse cuenta de que su reacción fue exagerada, Rohit regresa a casa esa noche para disculparse. Pero descubre que Rashmi ha dejado la casa y se ha ido.
Después de enterarse de Chetan sobre el aborto espontáneo de Rashmi debido a la caída, Rohit intenta ponerse en contacto con ella, pero ella se niega a hablar con él. Decide dejar su trabajo en Bombay Publicity y emprender un viaje para encontrarla y traerla de vuelta. Visita la casa de Diwan, pero descubre que se han ido de vacaciones y nadie sabe cuándo regresarán. Desesperado por encontrarla, busca respuestas y consuelo en la casa de su tío.
En la casa de su tío, encuentra una carta dirigida a él. La carta contiene una notificación legal solicitando el divorcio. Devastado por esta noticia, Rohit no sabe cómo proceder. Siente que su mundo se ha derrumbado. En busca de una nueva dirección en su vida, busca empleo. Con la ayuda de Mr. Saxena, amigo de su madre, asegura el puesto de jefe de estación en una remota estación de montaña llamada Deena Pur.
En el presente, mientras trabaja en la estación de Deena Pur, Rohit se sorprende al ver al Sr. Saxena en un lugar tan remoto. Saxena explica que había venido a cazar con Diwan Sardarilal, quien se alojaba en Karimganj, una localidad cercana. Impulsado por la esperanza de encontrar a Rashmi, Rohit decide ir a Karimganj.
Una vez en Karimganj, se encuentra con Rashmi, pero su recepción no es tan cálida como esperaba. A pesar de sus esfuerzos por reconquistarla y su invitación para que se una a él en su nuevo hogar en la residencia ferroviaria, Rashmi no parece entusiasmada. Mientras intenta reavivar su relación, el padre de Rashmi hace su aparición y claramente no está contento con la presencia de Rohit. Moti Babu, aliado del padre de Rashmi, se une a los esfuerzos por humillar a Rohit debido a su posición socioeconómica.
A pesar de las dificultades, Rohit mantiene su confianza y determinación. Frente a Moti Babu, promete que traerá el dinero necesario para ganarse a Rashmi nuevamente y recuperar su amor.
Regresando a la actualidad, Rohit enfrenta la cruda realidad de que necesita conseguir dinero para recuperar a su esposa separada. La idea de que su relación con Rashmi se ha desmoronado debido a problemas económicos lo atormenta. Sin embargo, su desesperación lo lleva a un pensamiento oscuro y perturbador: darse cuenta de que las únicas joyas de valor que posee son las que pertenecen a la joven que buscó refugio en su vecindario. Son joyas por valor de 5 lakhs que se encuentran en el casillero de su oficina.
En un momento de desesperación y confusión, Rohit contempla la idea de abrir el casillero y robar las joyas de la joven estrangulándola hasta la muerte. Esta idea es un reflejo de su frustración y su intenso deseo de recuperar a Rashmi a toda costa. Sin embargo, en un giro impactante, recupera la cordura a tiempo y se da cuenta de la monstruosidad de sus pensamientos. Se da cuenta de que estaba a punto de cometer un crimen atroz y moralmente inaceptable bajo el pretexto de recuperar a su esposa. Este momento de claridad le hace enfrentar la gravedad de sus acciones y la profundidad de su desesperación. En lugar de recurrir a la violencia y el crimen, comprende que necesita encontrar una solución más ética y honorable para recuperar a Rashmi y reconstruir su relación.
Mientras tanto, el destino parece tener otro giro despiadado reservado para Rohit. En un giro inesperado de los acontecimientos, se encuentra arrestado bajo la acusación de un asesinato que, en realidad, nunca cometió. La ironía es cruel: justo cuando estaba luchando con sus propios demonios internos, la realidad lo golpea con una acusación tan grave. Afortunadamente, la verdad finalmente ve la luz. Durante el juicio, Rashmi se presenta como testigo y da testimonio de haber visto a los verdaderos asesinos, Sinha y Tiwary. Sus palabras en la corte ayudan a establecer la inocencia de Rohit. La evidencia y el testimonio confirman que él no cometió el crimen y que fue falsamente acusado.
Finalmente, después de enfrentar este oscuro capítulo de su vida y superar un terrible malentendido, Rohit es liberado y reunido con Rashmi. A pesar de las dificultades y pruebas que enfrentaron, su amor prevalece y supera los obstáculos, fortaleciendo su vínculo y su confianza mutua.

## Elenco
- Rajesh Khanna como Rohit Kumar Saxena, un jefe de estación vertical.
- Zeenat Aman como Rashmi Saxena, una chica ambiciosa que quiere hacerse un nombre y fama.
- Prem Chopra como Moti Babu, el cuñado intrigante y sin escrúpulos de Rashmi que es arrestado por malversación de fondos.
- Madan Puri como el Sr.MM Puri
- Yogeeta Bali como Sonia
- Asrani como Chetan Kumar
- Hari Shivdasani como Diwan Sardarilal Saxena
- Raj Mehra como Abogado Bakshi
- Manmohan como Sinha
- Mauji Singh como el camionero sij
- Ratan Gaurang como asistente de estación
- Chandrashekhar Vaidya como Badal
- Asit Sen como Lalit Babu (Mamaji)
- Leena Das como Bijli
- Krishnakant como abogado fiscal
- Moolchand como Kaká
- Uma Dutt como juez
- Arpana Choudhary como Ruhi
- Jankidas como Chowdhary Chacha
- Radheshyam como Abdul Chacha
- Raj Mehra como Abogado Bakshi
- Kundan Malik como Tiwari

## Música
La música y la banda sonora de la película fueron creadas por RD Burman, mientras que las letras fueron compuestas por Anand Bakshi.

## Trivialidades
La secuencia en la que Rajesh Khanna y Zeenat Aman huyen juntos fue grabada en la estación de Panvel.